# Guillermo Luca de Tena
Guillermo Luca de Tena y Brunet (Madrid, 8 de junio de 1927 - 6 de abril de 2010), I marqués del Valle de Tena y grande de España, fue un periodista español, presidente de honor del Grupo Vocento, y presidente de Prensa Española, editorial del diario ABC.

## Biografía
Nació en Madrid, el 8 de junio de 1927, hijo del periodista Juan Ignacio Luca de Tena y nieto de Torcuato Luca de Tena y Álvarez Ossorio, fundador del diario ABC y de Blanco y Negro. Vivió gran parte de su vida en Madrid, junto a su esposa, Soledad García-Conde Tartiere, y fue padre de dos hijas, Catalina y Soledad.
Guillermo Luca de Tena estudió el bachillerato en el Colegio del Pilar de Madrid. Se licenció en Derecho en la Universidad Complutense de Madrid, y cursó los estudios de Periodismo en la Escuela Oficial de la misma ciudad, diplomándose en esta disciplina en 1958. Anteriormente había sido gerente del periódico ABC de Sevilla, asumiendo el cargo de director de este diario a partir de 1957. Cursó estudios de idiomas en Inglaterra, donde aprendió inglés, francés y alemán.
Volvió a Madrid en 1962 para asumir el cargo de consejero-delegado del grupo editorial Prensa Española y poco después tomó la dirección del semanario Blanco y Negro, que mantuvo hasta 1975. En esa época entre 1966 y 1969, perteneció al Consejo Privado del Conde de Barcelona, al Patronato de los Reales Alcázares de Sevilla, y al de la Fundación Príncipe de Asturias. A partir de 1972, ostentó el cargo de presidente del consejo de administración y de la comisión ejecutiva de Prensa Española.
Fue nombrado senador real de las Cortes Constituyentes entre 1977 y 1979 por el Rey Juan Carlos I, de cuyo Consejo Privado y Secretaría Política había sido miembro con anterioridad.
Asumió la dirección de ABC en 1977, en sustitución de José Luis Cebrián, donde permaneció hasta el 13 de enero de 1983, momento en que el cargo pasó a manos de Luis María Anson. Desde ese año pasó a ser editor del diario, así como a ostentar la presidencia del Consejo de Administración de Prensa Española. En 1988 presentó el suplemento de ABC en Cataluña y en 1991 fundó el periódico Claro, que sólo se editó desde abril hasta agosto de 1991. En 1998 abandonó el puesto de editor del periódico ABC por motivos de edad, y asumió el cargo de presidente de la Junta de Fundadores de Prensa Española. Guillermo Luca de Tena fue uno de los intelectuales que firmó la Declaración de Madrid en Defensa de la Libertad de Expresión en mayo de 1993.
Murió en Madrid, el 6 de abril de 2010, a los 82 años de edad.

## Premios y distinciones
En 2003 fue nombrado, por el rey Juan Carlos I, marqués del Valle de Tena con Grandeza de España, por su "singular dedicación al mundo de la comunicación". Entre sus distinciones también posee la Gran Cruz de la Orden del Mérito Civil, la Gran Cruz de Alfonso X el Sabio y la Medalla de Oro de la Confederación de Empresarios de Andalucía. En 1980 le fue otorgado el premio Carabela de Plata 1979, que entrega la Asociación de Corresponsales Iberoamericanos, el premio Marcelino Santamaría, que le concedió la Asociación de la Prensa de Madrid en 1999 y el VI Premio de Periodismo "Rafael Calvo Serer" de 2006.